# ハンス・タールホファー
ハンス・タールホファー（Hans Talhoffer, Thalhofer, Talhöfer, 1420年頃 - 1490年頃）は、15世紀南ドイツの剣術家。ヨハンネス・リヒテナウアーの伝統を受け継ぎつつも、その武術をさらに発展させた。数点の武術書（フェヒトブーフ）を著し、挿絵入りで組み討ち、短剣、長剣、竿状武器、馬上戦闘など、さまざまな武器を使った戦い方を説明している。剣術家パウルス・カールの同時代人で、ライバル関係にあったとも考えられている。

## 生涯
タールホファーは、数年にわたり、ヴュルテンベルク伯エーベルハルト4世配下の、シュヴァーベンの騎士ロイトルド・フォン・ケーニヒスエックに使えていた。1454年にはチューリヒに滞在し、市庁舎近くにおいて武術教練を行い、また演舞を幾度か行っている（生徒の間で争いが起きたために、罰金を支払うことにもなったという）。

## 著作
タールホファーが武術と決闘裁判について著した挿絵入り手稿は、オリジナルの手稿が6つ、写本が6つ、現存している。ある研究によれば、タールホファーが確かに著者であるが、同時に多くの雇われ書家も手稿の作成に加わっていたことが証明されている。
タールホファーの手引書は、とても普及し、多くの版を重ねた。1467年の版は、今日もっとも知れわたり、中世の武術の再構築に用いられている。
手稿の解釈は、しばしば厄介である。というのも、タールホファーは、しばしば読者が多くを知っていることを前提としており、多くのことを詳細には述べていないのである。おそらく、彼の著作は、同時に彼自身の技能を宣伝するためのものでもあった。それにもかかわらず、伝えられている技術は、きわめて効果的で、現実的な状況に依拠している。

### オリジナル手稿
- 『MS Chart.A558』（1443年、ゴータ研究図書館蔵）：151葉、本文41頁、178挿図。
- 『HS XIX 17.3』（1450年頃、ケーニヒスエックヴァルト伯立図書館蔵）：73葉。
- 『P5342B』（1459年以前、ウィーン美術史博物館蔵）
- 『Thott 290 2°』（1459年、コペンハーゲン王立図書館蔵）：150葉、書き手ミヒャエル・ロートヴァイラーほか。
- 『78 A 15』（1459年以前、プロイセン文化財保存所銅版画室、ベルリン）：77葉。発注者シュタイン兄弟商会。
- 『Cod.icon. 394a』（1467年、バイエルン州立図書館、ミュンヘン）：137葉。発注者ウーラッハ・ヴュルテンベルク侯エーベルハルト髭侯。

### 写本
- 『Cod. icon. 395』（19世紀、バイエルン州立図書館、ミュンヘン）
- 『Philos. 61』（ニーダーザクセン州立・大学図書館、ゲッティンゲン）
- 『Cod. Guelf. 125.16 Extravagantes』（アウグスト侯図書館、ヴォルフェンビュッテル）
- 『Hs. 1.6.2°.1』（バイエルン州立図書館、ミュンヘン）
- 『Cod. Ser. n. 2978』（16世紀、オーストリア国立図書館、ウィーン）：276葉。
- 『Cod. icon. 394』（1820年ユリウス・ハンベルガーによる。バイエルン州立図書館、ミュンヘン）

## 文献
- Talhoffers Fechtbuch: Gerichtliche und andere Zweikämpfe darstellend, Herne: VS-Books, 1999. - ISBN 3-932077-03-2
- Hergsell, Gustav, Talhoffers Fechtbuch von 1467, Prague 1887; English language edition: Marc Rector, Medieval Combat, Greenhill Books, 2000.
- Hergsell,Gustav, Talhoffers Fechtbuch von 1443, Prague 1889.
- Hergsell, Gustav, Ambraser Codex, Prague 1901.
- Hils, Hans-Peter, Meister Liechtenauers Kunst des langen Schwertes, Frankfurt/M.: Lang, 1985. - ISBN 3-8204-8129-X
- Schulze, André: Mittelalterliche Kampfesweisen. Band 1: Das Lange Schwert. - Mainz am Rhein. : Zabern, 2006. - ISBN 3-8053-3652-7
- Schulze, André(Hrsg.): Mittelalterliche Kampfesweisen. Band 2: Kriegshammer, Schild und Kolben. - Mainz am Rhein. : Zabern, 2007. - ISBN 3-8053-3736-1